# Gazeta Południowa
Gazeta Południowa – bezpłatny miesięcznik wrocławski ukazujący się od 1998 r. i wydawany przez Południową Oficynę Wydawniczą Sp. z o.o. „Gazeta Południowa” powstała z inicjatywy działaczy spółdzielczych i grupy wrocławskich dziennikarzy (jej współtwórcą był m.in. późniejszy wieloletni redaktor naczelny Wacław Dominik), jako forum wymiany informacji i opinii członków spółdzielni oraz publicystyki miejskiej.
Dystrybuowana jest na wrocławskim osiedlu Południe; zajmuje się problemami spółdzielni i spółdzielczości oraz dostarcza informacji miejskich, publicystyki kulturalnej, reportażu, komentarzy i felietonów. Gazeta Południowa nie angażuje się w bieżące spory polityczne, ale też nie unika pisania o kontrowersyjnych sprawach poruszających opinię publiczną, szczególnie kiedy spory dotyczą rozumienia podstawowych pojęć jednoczącej się Europy: praw obywatelskich, tolerancji, demokracji czy samorządności.
Od 1 czerwca 2008 ukazuje się również wydanie internetowe gazety.